# Pie-d'Orezza
 Pie-d'Orezza  là một xã ở tỉnh Haute-Corse trên đảo Corse, Pháp. Xã này có diện tích 5,79 km², dân số năm 1999 là 39 người. Khu vực này có độ cao 633 mét trên mực nước biển.